# Doc Hudson
Doc Hudson este un personaj care apare în filmele de animație Mașini și Mașini 3 (doar arhivă). Vocea personajului este interpretată de către Paul Newman.